# 栃木県道208号飛駒足利線

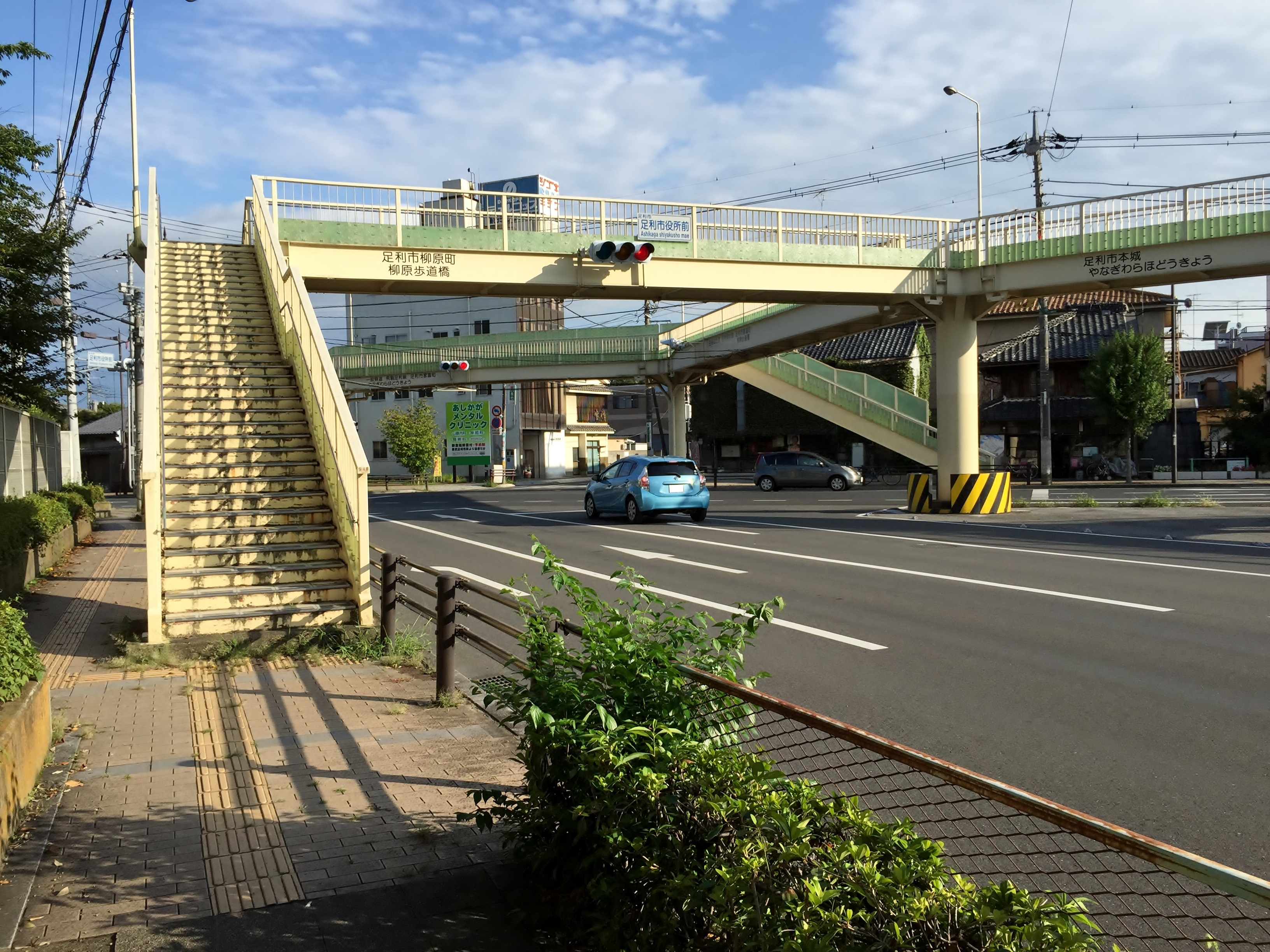
足利市役所前交差点（2015年9月）
↗方向（奥）が県道208号（至足利市街）、←方向が県道40号・県道208号（至飛駒）、→方向が県道40号、↘方向（手前）が市道である。

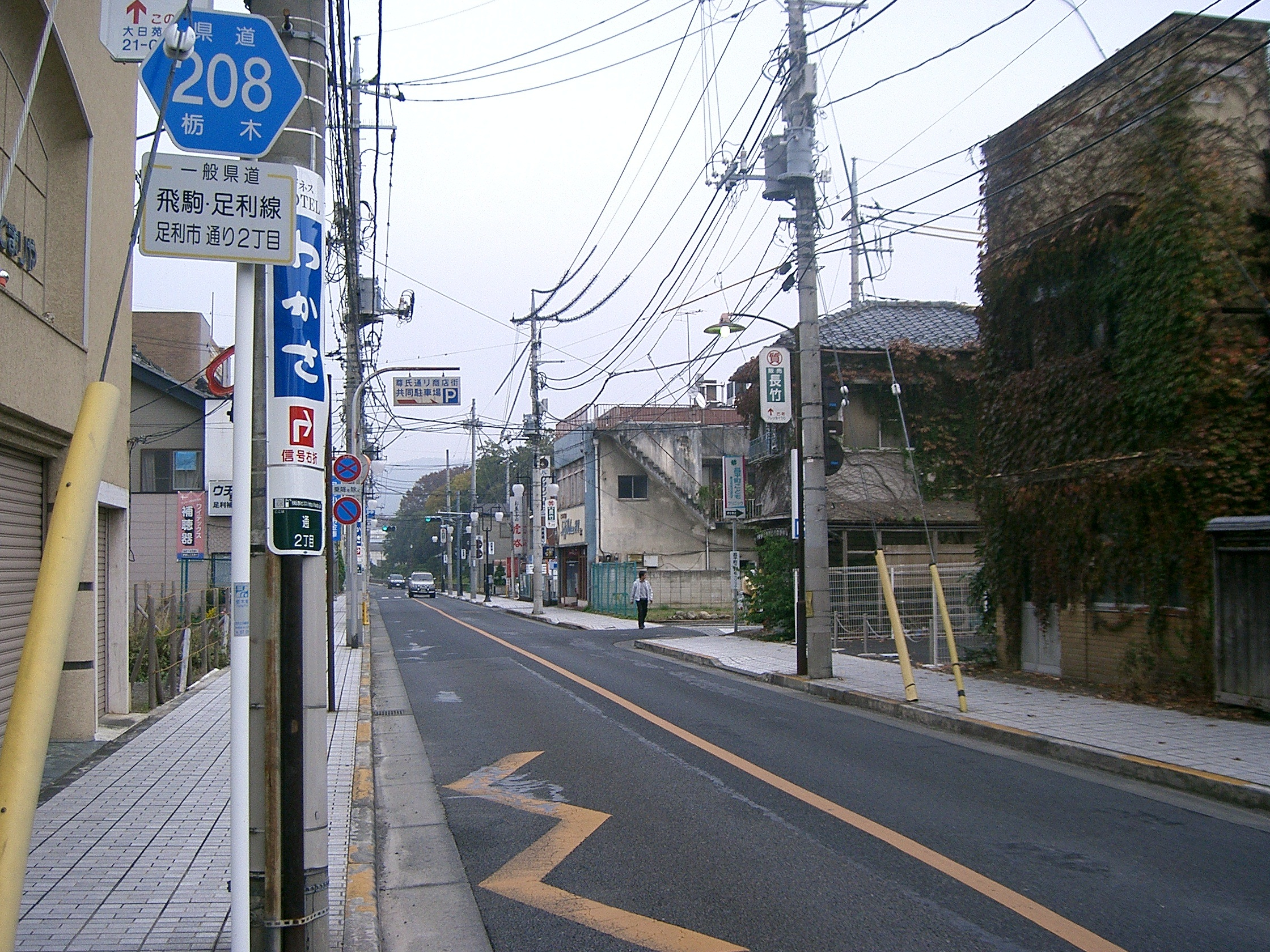
県道番号標識
終点より北を望む。

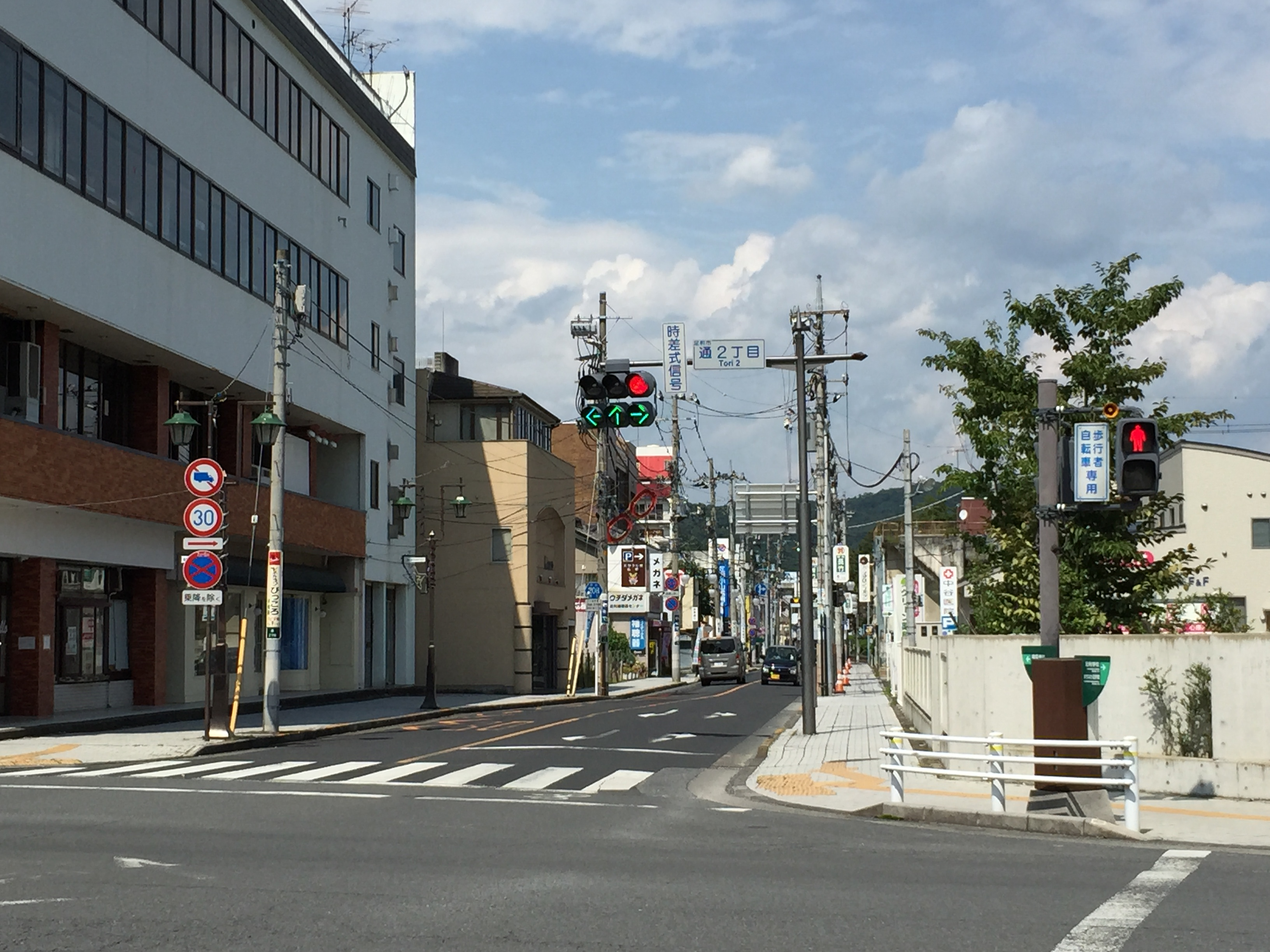
足利市・通2丁目交差点
（終点、2015年9月）
県道38号の起点と県道116号の終点でもある。

栃木県道208号飛駒足利線（とちぎけんどう208ごう ひこまあしかがせん）は、栃木県佐野市から足利市に至る一般県道である。

## 概要
本県道は、佐野市の北西部に位置する飛駒から、足利市名草を経由し、足利市の中心部に位置する通2丁目までを結ぶ路線である。

### 路線データ
- 総延長 : 23.777km[1]
- 実延長 : 15.642km[1]
- 起点 : 栃木県佐野市飛駒町
- 終点 : 栃木県足利市通2丁目（通2丁目交差点＝栃木県道38号足利千代田線、栃木県道67号桐生岩舟線、栃木県道116号足利市停車場線交点）

## 歴史
- 1971年（昭和46年）4月20日 - 認定[1]

## 路線状況

### 重複区間
- 栃木県道66号桐生田沼線（佐野市飛駒町 - 下彦間町）
- 栃木県道284号松田大月線（足利市利保町1丁目・利保町1丁目交差点 - 江川町/江川町1,2丁目・江川町1丁目交差点）
- 栃木県道40号足利環状線（足利市利保町1丁目・利保町1丁目交差点 - 本城3丁目/家富町/柳原町・足利市役所前交差点）

### 道路施設
- 須花トンネル（佐野市下彦間町 - 足利市名草中町）

### 一方通行区間
足利市本城1丁目には、自動車の一方通行区間（二輪を除く）が存在する。区間は、本城1丁目交差点 - 信号機なしのT字路交差点（柳原用水沿い・第二中学校西側）にかけてである。終点→起点方向のみの通行が可能である。なお当区間は、栃木県道40号足利環状線と重複している。

## 地理

### 通過する自治体
- 栃木県
  - 佐野市 - 足利市

### 交差する道路
- 栃木県道66号桐生田沼線（佐野市飛駒町）※ここから重複
- 栃木県道66号桐生田沼線（佐野市下彦間町）※ここまで重複
- 栃木県道218号名草小俣線（足利市名草中町）
- 北関東自動車道（足利市菅田町）※ICを介しての直接接続はしない
- 栃木県道40号足利環状線、栃木県道284号松田大月線（足利市利保町1丁目・利保町1丁目交差点）※両路線ともここから重複
- 栃木県道284号松田大月線（足利市江川町/江川町1,2丁目・江川町1丁目交差点）※ここまで重複
- 栃木県道40号足利環状線（足利市本城3丁目/家富町/柳原町・足利市役所前交差点）※ここまで重複

### 交差する河川
- 黒沢西川（佐野市飛駒町）※計3回、飛駒町にて黒沢西川と交差
- 彦間川（佐野市飛駒町）※計5回、飛駒町にて彦間川と交差
- 彦間川（佐野市下彦間町）
- 名草川（足利市名草中町）
- 名草川（名草大橋、足利市名草下町）
- 名草川（高橋、足利市菅田町）
- 袋川（内田橋、足利市利保町1丁目・利保町1丁目交差点 - 江川町1,2丁目・内田橋西交差点）

### 沿線
- 根古屋森林公園（佐野市飛駒町）
- 佐野市役所飛駒支所（佐野市飛駒町）
- 佐野市立飛駒小学校（佐野市飛駒町）
- 足利市立名草小学校（足利市名草中町）
- 足利インター・ビジネスパーク（足利市名草下町1丁目/菅田町1丁目にある工業団地）[2]
- 足利市立北中学校（足利市菅田町）
- 足利市立北郷小学校（足利市田島町）
- 栃木県立足利高等学校（足利市本城1丁目）
- 足利市立第二中学校（足利市本城1丁目）
- 足利市立けやき小学校（足利市柳原町）
- 足利市役所（足利市本城3丁目）
- 鑁阿寺（足利市家富町）